# いとうみき (絵本作家)
いとう みきは、日本の絵本作家、イラストレーター。

## 来歴
1955年、東京に生まれる。第６回講談社絵本新人賞入選。さまざまな画材、さまざまなタッチで、自由奔放に描くのを持ち味としている。「かっぱの会」同人。童画グランプリ‘81など受賞。

## 主な著作

### 絵本
- 『ぼくが1ばんつよいんだぞ！』 （1994年、ポプラ社、ISBN 978-4591046180）
- 『ともだちごっこ』 （1995年、ポプラ社、ISBN 978-4591049174）
- 『おつかいさえこちゃん』 （1996年12月、偕成社、ISBN 978-4033307503）
- 『おさんぽさえこちゃん』 絵／加藤晃（2000年、偕成社、ISBN 978-4033308708）
- 『七ふくじんとおしょうがつ』 作／山末やすえ（2000年10月、教育画劇、ISBN 978-4774604954）
- 『七ふくじんとなつまつり』 作／山末やすえ（2002年、教育画劇、ISBN 978-4774605388）
- 『だいすき・だいすき』 （2003年、小学館、ISBN 978-4097271383）
- 『あるいてあるいて』 作／湯浅とんぼ（2003年、アリス館、ISBN 978-4752002550）
- 『ぼくは　しょうぼうしゃ』（2005年11月、ポプラ社、ISBN 978-4591088944）
- 『ライオンのおとしもの』 （2007年4月、大日本図書、ISBN 978-4477019154）
- 『ちからをつくるきいろのたべもの』 監修／岩間範子、作／山本省三（2010年3月、ポプラ社、ISBN 978-4591117194）
- 『ハッピーハッピーバースデー』 作／新沢としひこ（2010年7月、金の星社、ISBN 978-4323033686）
- 『マナボーとまなぼう おかねのえほん』 作／小山豊（2011年2月、講談社、ISBN 978-4061324541）
- 『つんつんつん』 作／あさだとま（2011年4月、フレーベル館、ISBN 978-4577038949）
- 『しりとりしょうてんがいにいこう!』（2013年5月、チャイルド本社、ISBN 978-4805439265）
- 『おいしい』著／ふじいひでみ（2016年1月、創英社、ISBN 978-4881429402）

#### 「パセリのしかけえほん」シリーズ
- 『パセリのはなくんくん』（1999年11月、ポプラ社、ISBN 978-4591062128）
- 『パセリのさわってさわって』（1999年11月、ポプラ社、ISBN 978-4591062111）
- 『パセリのまてまてボール』（1999年11月、ポプラ社、ISBN 978-4591062104）
- 『パセリのできること』（2000年9月、ポプラ社、ISBN 978-4591064979）
- 『いないいないパセリ』（2000年9月、ポプラ社、ISBN 978-4591064962）
- 『おはようパセリ』（2000年9月、ポプラ社、ISBN 978-4591064955）
- 『パセリのおんがくかい』（2001年11月、ポプラ社、ISBN 978-4591069660）
- 『おしゃれパセリ』（2001年11月、ポプラ社、ISBN 978-4591069684）
- 『パセリとあそぼう』（2001年11月、ポプラ社、ISBN 978-4591069677）
- 『いたずらパセリ』（2002年、ポプラ社、ISBN 978-4591073759）
- 『パセリのおへんじはーい』（2004年6月、ポプラ社、ISBN 978-4591081105）
- 『パセリのどっちどっち』（2004年6月、ポプラ社、ISBN 978-4591081082）
- 『パセリのいろいっぱい』（2004年6月、ポプラ社、ISBN 978-4591081099）
- 『パセリのあててごらん』（2006年7月、ポプラ社、ISBN 978-4591093559）
- 『パセリのまるさんかくしかく』 （2006年7月、ポプラ社、ISBN 978-4591093542）
- 『へんしんきぐるみパセリ』 （2006年7月、ポプラ社、ISBN 978-4591093535）

「はじめてのえほん」シリーズ
- 『かばくん　いま　なんじ？』(2018年7月、島屋六平、ISBN 9784909512055)
- 『かばくん　できるかな？』(2018年12月、島屋六平、ISBN 9784909512086)

### 児童書(童話)
- 『ポプラ怪談倶楽部（３）おばけが銀座にあつまって』 作／木暮正夫（ポプラ社、ISBN 978-4591051368）
- 『魔法使いのいた場所』 作／杉本りえ（1998年4月、講談社、ISBN 978-4062116985）
- 『ぼくはガリガリ』（2002年4月、あかね書房、ISBN 978-4251040138）
- 『ナタリーはひみつの作家』 作／アンドリュー・クレメンツ（2003年2月、講談社、ISBN 978-4062116985）
- 『なぞなぞ　だいすき　２年生』 作／熊谷さとし（2006年3月、ポプラ社、ISBN 978-4591091241）
- 『れいかいホテルはいつもまんいん さいごのさいごのなかなおり』 作／三田村信行（2011年11月、そうえん社、ISBN 978-4882644750）
- 『空とぶペンギン』 作／やまだともこ（2011年11月、金の星社、ISBN 978-4323071909）
- 『ともだちは なきむしなこいぬ』 作／上条さなえ（2012年11月、金の星社、ISBN 978-4323072555）
- 『らくだいおばけがやってきた』 作／やまだともこ（2014年11月、金の星社、ISBN 978-4323073088）
- 『おばさんと犬とおれ』著／ふじいひでみ（2016年1月、創英社、ISBN 9784881429396）
- 『おばけのばけひめちゃん』著／たかやまえいこ（2016年4月、金の星社）
- 『まえばちゃん』作／かわしまえつこ（2018年11月、童心社、ISBN 9784494020614）

#### 「王さま」シリーズ
- 『王さまダイエット 王さまのパンはやせるパン』 作／たかしまなおみ（1997年2月、ポプラ社、ISBN 978-4591052624）
- 『王さまわがままケーキ』 作／たかしまなおみ（1998年10月、ポプラ社、ISBN 978-4591057780）
- 『王さまのびっくりピザ』 作／たかしまなおみ（1999年8月、ポプラ社、ISBN 978-4591060810）
- 『王さまのふしぎチョコレート』 作／たかしまなおみ（2000年9月、ポプラ社、ISBN 978-4591065662）
- 『王さまのまほうカレー』 作／たかしまなおみ（2001年9月、ポプラ社、ISBN 978-4591068793）
- 『王さまのどきどきコロッケ』 作／たかしまなおみ（2003年1月、ポプラ社、ISBN 978-4591074886）

#### 「まほうのじどうはんばいき」シリーズ
- 『まほうのじどうはんばいき』 作／やまだともこ（2008年11月、金の星社、ISBN 978-4323071459）
- 『かえってきた まほうのじどうはんばいき』 作／やまだともこ（2013年9月、金の星社、ISBN 978-4323072760）

### 紙芝居
- 『くろわんしろわんよーいどん』（2003年1月、教育画劇、ISBN 978-4774602974）
- 『タンタンテンテン いっしょにごあいさつ』 作／よだくみこ（2003年2月、教育画劇、ISBN 978-4774603360）
- 『けいろうのひ』（2007年9月、教育画劇、ISBN 978-4-7746-0893-8）
- 『みぎのいい耳　ひだりのかわいい耳』作/南部和也（2008年9月、教育画劇、ISBN 978-4-7746-0948-5）
- 『チワちゃん ルルちゃん ごはんですよー！』（2013年1月、教育画劇、ISBN 978-4-7746-1804-3）
- 『きれいになあれシュッシュッシュッ』（2018年1月、教育画劇、ISBN 9784774614731）
- 『いちばんは　だれのしっぽ？』脚本／加藤純子（2019年2月、童心社、ISBN 978-4-494-09297-0）
- 『てあらい　ぴっかぴか』（2019年6月、童心社、ISBN 978-4-494-09304-5）

### その他
- 『ミズカマキリのしっぽ』 文／太田英博（1993年2月、大日本図書、ISBN 978-4477003337）
- 『あおむしのへんしん』 文／太田英博（1993年2月、大日本図書、ISBN 978-4477003290）
- 『にじってなあに』 文／永田英治（1995年2月、大日本図書、ISBN 978-4472059483）
- 『からだの中の栄養』 文／足立己幸（1998年4月、大日本図書、ISBN 978-4477008967）
- 『どうようクラシック 名曲ピアノえほん』 絵／いとうみき、上野直大、篠崎三朗（2005年12月、ポプラ社、ISBN 978-4591089347）
- 『川であそぶ』編／成田寛、小菅盛平、小林陞（2008年3月、アリス館、ISBN 9784752003939）
- 『キラキラ タンバリン』 絵／いとうみき、坂崎友紀、すがわらけいこ、どうまんかずのり（2008年9月、ポプラ社、ISBN 978-4591104590）
- 『少年柔道』 監修／鮫島元成（2009年2月、アリス館、ISBN 978-4752004318）
- 『夢の図書館－こどもでつくろう』文／笠原良郎（2010年10月、アリス館、ISBN 9784752005100）
- 『小学校たのしい理科の教室 風で動くもの、ゴムで動くもの』 文／増田和彦（2011年3月、大日本図書、ISBN 978-4477023717）
- 『決まり・ならわし 暮らしのルール！』 文／本木洋子（2015年3月、玉川大学出版部、ISBN 978-4472059483）

## 関連リンク
かっぱの会